# Guy Gibout
 (août 2022).
Si vous disposez d'ouvrages ou d'articles de référence ou si vous connaissez des sites web de qualité traitant du thème abordé ici, merci de compléter l'article en donnant les références utiles à sa vérifiabilité et en les liant à la section « Notes et références ».
Guy Gibout, né le 26 juin 1933 à Ascq et mort le 23 novembre 2009 dans le 15e arrondissement de Paris, est un journaliste et homme politique français, conseiller municipal de Champigny-sur-Marne puis maire de Joinville-le-Pont, dans le Val-de-Marne.

## Militant communiste et journaliste
Guy Gibout est né le 26 juin 1933 à Ascq dans le département du Nord. Il est ouvrier tourneur à Champigny-sur-Marne, dans le département de la Seine. Il adhère au Parti communiste français (PCF) en 1954 et devient membre de la direction de la Fédération Seine-Sud, puis du Val-de-Marne. Pendant la guerre d’Algérie, il assume la rédaction du journal clandestin Soldats de France. 
Il devient journaliste, rédacteur en chef d’hebdomadaires communistes départementaux Le Réveil du Val-de-Marne et Les Nouvelles du Val-de-Marne puis, après la fermeture de ces publications, il intègre la rédaction du quotidien communiste L’Humanité. Il dirige également la Cité internationale de la Fête de l'Humanité.
Le 29 novembre 2000, dans une lettre à Robert Hue, secrétaire national du PCF, il annonce sa démission du parti communiste. Dans un texte publié par le quotidien Le Parisien, il explique cette décision par ses « désaccords avec la mutation du PC telle qu'elle se fait maintenant et avec la liquidation de l'Humanité en tant que journal du parti. »
En février 1996, avec d'autres camarades Gilberto Boni, Guy Perlican, Guy Poussy et Guy-Virgile Martin, il participe à la publication d’un journal d’opposition à la ligne du parti communiste : « Dialogues », qui se transforme en « Échanges » puis devient en 2000 « Combat communiste ». Le bulletin paraît tous les deux mois et est diffusé selon ses éditeurs à 700 exemplaires. Le journal contient des articles contestant l’évolution réformiste du parti communiste et du syndicat CGT et critique vivement la politique du parti socialiste. Sur le plan international, il se veut solidaire des formations communistes maintenues (Portugal, Grèce, etc.), opposé à toute idée de construction européenne, favorable à la cause palestinienne et il combat l’intervention de soldats occidentaux dans les Balkans ou en Irak.

## Maire de Joinville-le-Pont
Guy Gibout est élu conseiller municipal communiste de Champigny-sur-Marne de 1959 à 1965. 
Il s'installe ensuite dans la commune voisine et devient maire de Joinville-le-Pont en 1977 à la tête d’une liste comprenant des membres du Parti communiste français (PCF), du Parti socialiste (PS), du Parti socialiste unifié (PSU) et du Mouvement des radicaux de gauche (MRG). Il est réélu lors d’un scrutin partiel en 1978 puis battu en 1983. La municipalité et conquise par l'opposition par une défaillance des voix de gauches et principalement socialiste. Guy Gibout siège alors comme conseiller municipal d’opposition jusqu’en 2001. Il devient maire honoraire en 2004. Il prend une part active aux actions pour la défense de l’environnement des bords de Marne, notamment contre le projet de doublement de l’autoroute A4.
C’est sous son mandat que fut aménagées l’Île Fanac. On lui doit l’école de musique, la construction du gymnase Lecuirot, la création du service municipal des sports, de l’enfance et de la jeunesse, de la bibliothèque pour enfants, du centre social dans la cité Égalité, de la Fête des Guinguettes et l’ouverture d’une annexe de la mairie avenue Gallieni.
Guy Gibout fut Médaillé de la Jeunesse et des Sports, et de la Fédération française de judo.
Parmi les maires-adjoints élus en même temps que lui, il y a Roger Belbéoch, ancien résistant, Juste parmi les nations et policier, et Jean-Louis Pariselle, sculpteur.
Guy Gibout est décédé dans le 15e arrondissement de Paris le 23 novembre 2009.